# Однодомні рослини

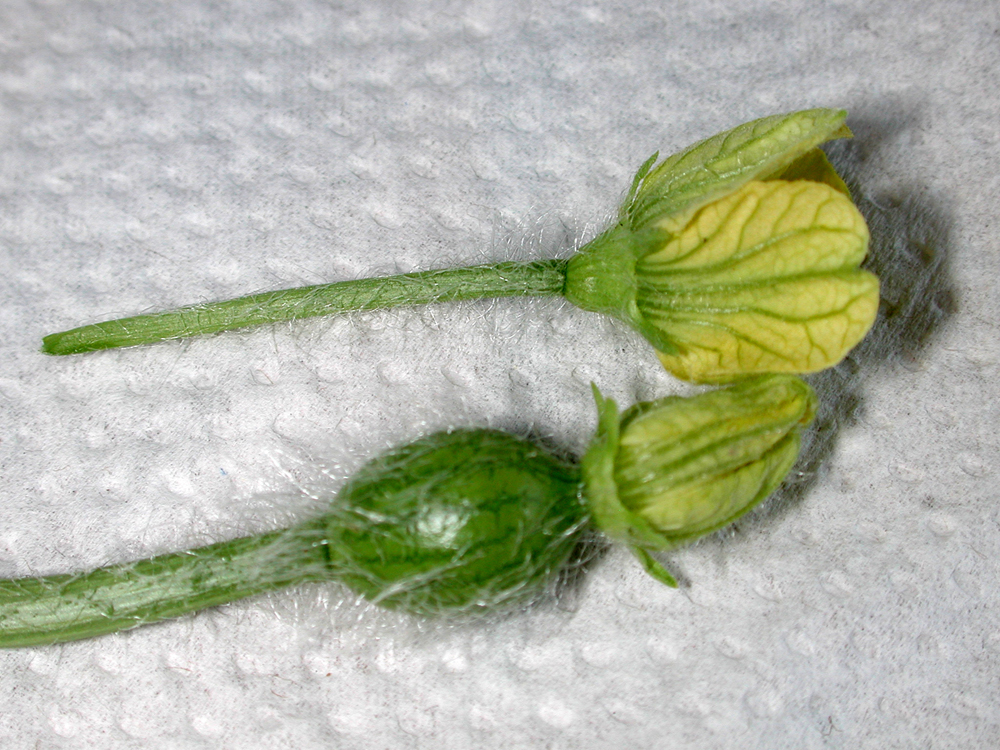
Квіти кавуна — однодомної рослини:
Зверху — квітконосний пагін із чоловічою квіткою.
Нижче — квітконосний пагін із жіночою квіткою

Однодо́мність (дав.-гр. μόνος — один, наодинці та дав.-гр. οἰκία — дім) — один зі способів сучасних вищих рослин уникати самозапилення на користь більш прогресивного перехресного запилення, при якому в одній особині (або «в одному домі») розвиваються не лише гермафродитні (двостатеві квітки, які мають одночасно маточки і тичинки), а й роздільностатеві: пестичкові (жіночі) і тичинкові (чоловічі) квітки.
Чарлз Дарвін показав, що самозапилення є вимушеним засобом відтворення рослинами насіння за відсутності умов для перехресного запилення, в результаті якого потомство набуває здатність суміщати спадкові ознаки обох батьків. В ході еволюції перехресне запилення виявилось більш прогресивним шляхом розширення можливостей до пристосування до різних умов проживання. З метою запобігання ймовірності самозапилення у рослин виробилися різноманітні пристосування, у тому числі:
- дихогамія — не одномоментні (різні по часу) строки дозрівання пестиків і тичинок у межах однієї гермафродитної квітки
- гетеростилія — відмінність морфології пестиків і тичинок у межах однієї рослини, частина квіток якої містить пестики з довгими стовпчиками й тичинки з короткими тичинковими нитками, а інші — навпаки. При цьому насіння нормально сформується тільки у разі попадання на довгий пестик пилку з довгих тичинок, а на короткий — з коротких.

Однодомність зазвичай спостерігається в процесі перехресного запилення серед вітрозапильних рослин (анемофілія). Цей спосіб сприяє застаріванню самозапилення, але не застерігає від гейтоногамії (запилення приймочки пилком інших квітів тієї ж особини). У живій природі зустрічаються різноманітні види однодомних багатошлюбних (полігамних) рослин, у яких в межах одного екземпляра співіснують двостатеві (гермафродитні) і одностатеві (пестичкові — жіночі та тичинкові — чоловічі) квітки: гречка, ясен, жоржина, диня.

## Представники
До однодомних рослин відносяться:
- береза,
- бук,
- волоський горіх,
- дуб,
- кукурудза,
- ліщина,
- вільха,

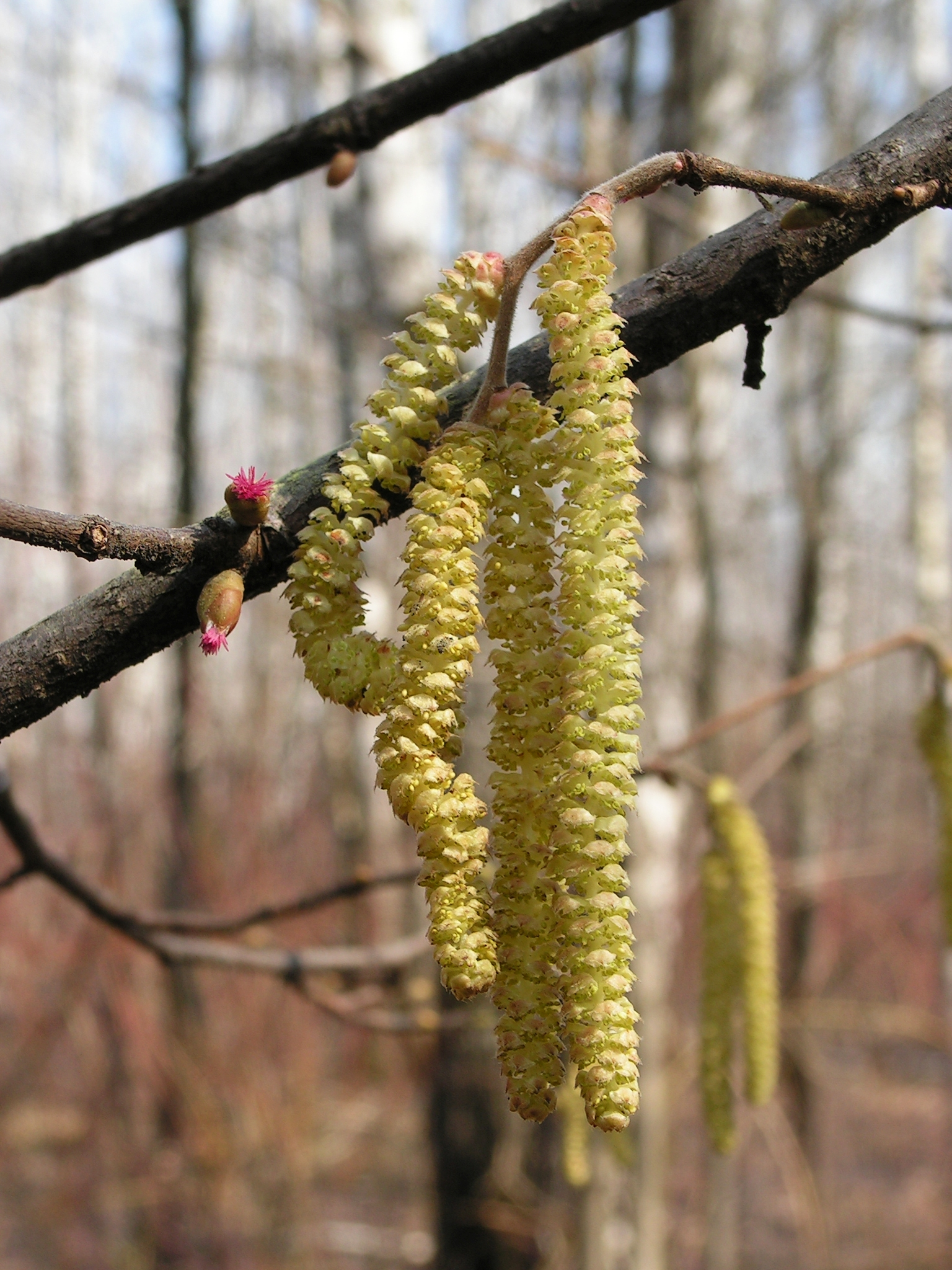
. Ліворуч — брунькоподібні жіночі (пестичкові) суцвіття з рожевими приймочками, що висовуються, праворуч — чоловічі (тичинкові) суцвіття-сережки

- гарбуз і гарбузові (кавун, огірок та інші),
- хлібне дерево,
- велика кількість осок.

## Історія
Термін «однодомність» (англ. monoecy) був уперше ужитий Карлом Ліннеєм. Дарвін помітив, що квітки однодомних видів іноді виявляли сліди функцій, які виконували квітки протилежної статі. Вперше про однодомні коноплі повідомили в 1929 році.

## Поширеність
Однодомність поширена в зонах із помірним кліматом і часто пов'язані з неефективними запилювачами або рослинами, що запилюються вітром.
Близько 10 % усіх насінних видів є однодомними. Однодомними також є 7 % покритонасінних. Однодомність поширена в Гарбузових і Молочайних. У Дводомність замінюється на однодомність у поліплоїдних підвидів Водянки чорної, E. nigrum ssp. hermaphroditum і поліплоїдних популяцій Mercurialis annua.

## Еволюція
Еволюції однодомності було приділено невелику увагу. Чоловічі та жіночі квітки еволюціонували від гермафродитних через андромоноєцію або гіномоноєцію:148.
У Щириць однодомність могла еволюціонувати від гермафродитизму через різні процеси, викликані генами чоловічої безплідності та генами жіночої фертильності:150.
Еволюція від дводомності до однодомності, імовірно, передбачає дизруптивний добір квіткових співвідношень статей:65. Однодомність також вважається кроком на еволюційному шляху від гермафродитизму до дводомності. Деякі автори навіть стверджують, що дводомність та однодомність є спорідненими.